# 13352 Ґіссенс
13352 Ґіссенс (13352 Gyssens) — астероїд головного поясу, відкритий 18 вересня 1998 року.
Тіссеранів параметр щодо Юпітера — 3,373.